# تپه قاجیر قلعه قیه سی ۲
تپه قاجیر قلعه قیه سی ۲ مربوط به هزاره اول قبل از میلاد است و در شهرستان بوئین‌زهرا، بخش آوج، روستای چوبینه واقع شده و این اثر در تاریخ ۱۰ مهر ۱۳۸۰ با شمارهٔ ثبت ۳۹۱۲ به‌عنوان یکی از آثار ملی ایران به ثبت رسیده است.